# بيتر نيلسون (سياسي نيوزلندي)
بيتر نيلسون (بالإنجليزية: Peter Neilson)‏ هو سياسي نيوزلندي، ولد في 12 يوليو 1954. حزبياً، نشط في حزب العمال النيوزيلندي. وقد انتخب عضو مجلس النواب نيوزيلندا.